# Dijabetes kod dece i adolescenata
Dijabetes kod dece i adolescenata  je hronični metabolički poremećaj. Kod dece kao i kod odraslih, karakteriše se povećanom koncentracijom glukoze. Mlađe osobe oboljevaju od dijabetesa melitusa tipa 1. To je ređi oblik šećerne bolesti koji se javlja kod dece i mladih. Razlog nastanka bolesti je greška u imunološkom sistemu (obrambenom sistemu) ljudskog organizma. U nekom trenutku imunološki sistem prestane prepoznavati onaj deo gušterače koji proizvodi i izlučuje insulin kao deo svog tela.

## Prvi simptomi dijabetes
Kod starijih se lako posumnja na šećernu bolest jer se javljaju prilično jasni simptomi i znaci: uzimanje mnogo tečnosti (stručno se ovaj simptom zove polidipsija), pojačan apetit i uzimanje hrane (polifagija), ali je prisutno i češće obilno mokrenje (poliurija).
Kod dece važi pravilo — što je dete mlađe to je teže na vreme otkriti šećernu bolest. Kod adolescenata se mogu javiti gore pomenuti znaci bolesti, ali kod male dece nastaju veliki problemi u ranom otkrivanju dijabetesa. Ako jedna beba mnogo pije i jede to se pripisuje zdravom apetitu, a ne bolesti. Sa druge strane nema rutinskih laboratorijskih kontrola nivoa šećera u krvi (kao na primer krvna slika ili pregled urina) koje bi nagovestile pojavu ove bolesti.

## Psihičko privatanje oboljena
Klinička dijagnoza "Dijabetes melitus" (šećerna bolest) je dramatičan preokret u životu svakog pacijenta. Osim objašnjavana nastanka bolesti, načina na koji se ispostavlja, pacijentu se mora objasniti:
- Potreba da živi normalno sa bolešću koja traje čitav život.
- Potrebu da svakoga dana prima insulin.
- Potrebu da svesno i redovno sprovodi, od lekara naznačen, dijatetski režim.
- Potrebu da redovno kontroliše nivo šećera u urinu i krvi.
- Potrebu da se vrše redovni lekarski pregledi.

Nije ni najmaje jednostavno zadržati potreban kvalitet života, u situaciji koja se iz korena menja. Život deteta pre postavljanja dijagnoze je bio u potpunosti prilagođen njegovoj psihičkoj konstituciji i imao opušten tok. Nakon dijagnoze treba zadržati neophodan kvalitet života u promenjenim okolnostima. Nova pravila života dovode do pojave osećanja beznadežnosti, usamljenosti i manje vrednosti.

### Psihički stadijumi privikavanja bolesti u adolescentnom uzrastu
Kod adolescenata reakcija na bolest može biti nešto drugačija:
1. Negacija bolesti
2. Ljutina
3. Nesigurnost
4. Razočarenje
5. Stres
6. Izolacija

Smatra se da svega jedna trećina adolescenata ima pozitivan stav prema bolesti. Većina adolescenata zauzima neodgovarajući stav prema sopstvenoj bolesti:

- Ignorisanje — nepriznavanje postojanja problema dovodi do loše metaboličke kontrole. U buntovnim tinejdzerskim godinama reakcija ignorisanja i odbacivanja je česta.

- Eksploatacija — podrazumeva prihvatanje režima koji nalaže da bolest biva uslovljena nagradom. Ovakav nezreli vid prihvatanja bolesti dovodi do neodgovarajuće, loše metaboličke kontrole bolesti.

- Potpuno pokoravanje — situacija u kojoj je dete stalno depresivno ili anksiozno, što dovodi do lošeg odgovora na postavljen zahtev za odgovarajuću metaboličku kontrolu bolesti.

Poznavanje ovih faza je važno za dete pošto mu omogućava da razume psihičke probleme koji mu se dešavaju od momenta postavljanja dijagnoze. Za lekara poznavanje faza prihvatanja bolesti ima veliko značenje. Insistiranje na edukaciji u periodu kada pacijent nije spreman da prihvati informacije koje mu se nude je kontraproduktivno (Ovo je u korist sopstvene štete). Potrebno je izbeći instistiranje na upoznavanju sa problemima vezanim za šećernu bolest u fazama kada za to nisu spremni ni sam pacijent kao ni njegovi roditelji.

## Samokontrola
Da bi se ostvarili dobri terapijski ciljevi i da bi se postigla odgovarajuća metabolička kontrola,potrebno je održavanje postignute regulacije šećerne bolesti.

Postoje dve metode za održavanje postignute regulacije bolesti:
1. Redovni lekarski progledi
2. Samokontrola (Kao što sama reč kaže, kontrola koju dete samo sprovodi)

Lekarska konrola je na prvom mestu edukacija koju vrše lekar i odgovarajuća medicinska ekipa (pedijatrijska sestra, psiholog, dijetetičar, dijabetolog), a na osnovu razgovora sa pacijentom i objektivnog utvrđivanja kvaliteta postignute kontrole. Da bi lekar utvrdio postignute rezultate, oslanja se ne samo na informacije koje dobija od pacijenata, njegovih roditelja, pogledom dnevnika i lekarskim pregledom već i na određena laboratorijska ispitivanja (šećer u krvi, šećer i acetoni u mokraći, HbA1c i GHb u krvi, nivo lipida-masti u krvi).

Na osnovu ovako utvrđenih činjenica o stanju bolesti, lekar daje savete i uputstva za dalju regulaciju bolesti. Ipak lekarska kontrola, iako izuzetno važna, može da dovede do željenih rezultat samo ukoliko pacijent ima dobru samokontrolu.

### Potrebne analize i kontrole
1. Lekarska kontrola — svaka 3 do 4 meseca;
2. Kontrola HbA1c — svaka 3 do 4 meseca;
3. Određivanje količine šećera u 24-časovnoj mokraći — jedanput mesečno;
4. Kontrola lipida — jednom godišnje;
5. Pregled očnog dna — jednom godišnje;
6. Neurološki pregle (EEG,EMG) — jednom godišnje;
7. Hormoni drugih žlezda − (T3,T4, TSH, kortizol, antitela)-jednom godišnje;
8. Proteinurija, mikroalbuminurija — jednom godišnje;
9. Profil glikemije po savetu lekara.

### Samokontrola deteta
Opšta i za svakoga važeća pravila se ne mogu dati. Potrebno je individualno osposobljavanje za postizanje opšteg cilja — dobre metaboličke kontrole. Poslednjih godina postoji tendencija preporučivanja stroge i česte samokontrole. Preporučuje se merenje sledećeg:
1. Šećera u krvi
2. Šećera i acetona u urinu
3. Telesne težine

## Opšta uputstva za planiranje ishrane
Deca kao i roditelji moraju poznavati i poštovati nekoliko opštih pravila ishrane:
1. Zabranjene su samo one vrse hrane i pića koje sadrže koncentrisani ili voćni šećer;
2. Ukupnu količinu hrane koja se uzima u toku dana trebalo bi podeliti na 5—6 obroka;
3. Plan ishrane je individualan (zavisi od uzrasta, pola, telesne aktivnosti, ličnih životnih navika);
4. Plan ishrane mora da omogući normalan rast i razvoj deteta.

O ukupnim kalorijskim potrebama govori sledeća tablica:
| Pol       | Uzrast (godište) | Kalorijske potrebe |
| --------- | ---------------- | ------------------ |
| Oba pola  | 0, 0—5           | kg × 115           |
| Oba pola  | 0,5—1            | kg × 105           |
| Oba pola  | 1—3              | 1300 ( 900—1800)   |
| Oba pola  | 4—6              | 1700 (1300—2300)   |
| Oba pola  | 7—10             | 2400 (1650—3300)   |
| Devojčice | 11—14            | 2200 (1500—3000)   |
| Devojčice | 15—18            | 2100 (1200—3000)   |
| Devojčice | 18—22            | 2100 (1700—2500)   |
| Dečaci    | 11—14            | 2700 (2000—3700)   |
| Dečaci    | 15—18            | 2800 (2100—3900)   |
| Dečaci    | 18—22            | 2900 (2500—3300)   |

U planu ishrane treba obezbediti takav izbor namirnica da energija potiče iz sledećih izvora u navedenom odnosu:
| Odnos        | Namirnice       |
| ------------ | --------------- |
| do 30%       | masti           |
| 55% (50—60%) | ugljeni hidrati |
| 15% (12—20%) | belančevina     |

Plan ishrane mora zadovoljiti raspored veličine pojedinačnih dnevnih obroka. SLedeća tablica nam dobro objašnjava taj raspored:
| Odnos  | Dnevni obrok |
| ------ | ------------ |
| 20—25% | doručak      |
| 10%    | užina        |
| 20—25% | ručak        |
| 10%    | užina        |
| 20—30% | večera       |
| 10%    | užina        |

## Lečenje insulinom
Insulin je hormon koji se luči u pankreasu u njegovim beta ćelijama. Ovaj hormon se luči direktno u krv i izaziva pad koncentracije šećera u krvi. Osnovna uloga insulina je da dozvoli prenos šećera iz krvi do ćelija. Bez insulina sve ćelije gladuju.

### Upotreba insulina
Insulin mora da se upotrebi kod sledećih bolesti i u sledećim situacijama:
1. Dijabetes melitus tip I (šećerna bolest tip I, insulin zavisni dijabetes, dijabetes kod mladih);
2. Dijabetičarska koma;
3. Ponekad kod teških infekcija i operacija;
4. Kod šećerne bolesti tipa II kada su iscrpljeni svi drugi oblici lečenja,odnosno rezerve insuilna.

### Tipovi insulina
Postoje dve osnovne podele insulina:
1. Podela prema poreklu (životinjski, humani)
2. Podela prema vremenu trajanja dejstva (kratkodelujuće, srednjedelujuće, dugodelujući).

#### Podela prema poreklu
Postoje goveđi,svinjski i humani insulin. Goveđi i svinjski se izvlače iz goveđih i svinjskih pankreasa, dok se humani proizvode pomoću genetskog inžinjeringa. Geni za humani insulin se ugrađuju u posebne bakterijske sojeve (Escherichia coli) koje su na taj način naterane da proizvode humani insulin. Humani insulin ima prednost u lečenju dece i adolescenata.

#### Podela prema vremenu trajanja dejstva
U ovu grupu insulina spadaju:
- Insulin sa kratkim dejstvom
- Insulin sa dugim dejstvom

Kod svih ovih tipova insulina važno je poznavati:
1. Vreme kada insulin počinje da deluje;
2. Vreme kada insulin ima najjače dejstvo;
3. Vreme kada insulin prestaje da deluje.

Prvo se pojavio insulin kratkog dejstva, zato su oboleli u početku morali da dobijaju injekcije insulina više puta u toku dana. Da bi se smanjio broj uboda u toku dana proizvedeni su insulini sa produženim dejstvom. To je uspelo dodavanjem depo-supstanci(protamin).

## Literatura
- Zoran S.Gušev, Jovan S. Vlaški (1997) Osnovni principi lečenja insulin zavisne šećerne bolesti(Diabetes mellitus I): Vodič za decu, adolescente i njihove roditelje Novi Sad.
- Ćorić Stanko,Rašić-Milutinović Zorica, Jovanović Olga, Teodorović Jovan, Kapor-Drezgić Jovanka, Golubović Gradimir, Plješka Stevan, Burg Lidija-Interne bolesti sa negom 2 (2015) Beograd.

## Spoljašnje veze
- http://www.mojpedijatar.co.rs/dijabetes-kod-dece/<br[мртва веза] />
- https://web.archive.org/web/20130509133656/http://www.mamaibeba.rs/zdravlje-dece/494-dijabetes-kod-dece-tip-1-insulin-glikemija.html
- http://ordinacija.vecernji.hr/halo-doktore/pitanja/koji-su-simptomi-dijabetesa-kod-mladih-osoba/
- http://www.mojpedijatar.co.rs/dijabetes-kod-dece/